# زبابة الفيل السوداء والحمراء
زبابة الفيل السوداء والحمراء (الاسم العلمي: Rhynchocyon petersi) (بالإنجليزية: Black and rufous elephant-shrew)‏ هي نوع من الثدييات تتبع جنس زبابة الفيل المنقارية من فصيلة زبابات الفيل.